# 私刑教育2
《私刑教育2》（英語：The Equalizer 2，或記作和）是一部2018年美國動作驚悚片，由安東尼·法奎執導，李察·威克撰寫劇本。該片改編自1980年代麥可·史隆和理查德·林德海姆創作的同名電視劇《都市奇俠》，同時也是2014年電影《私刑教育》的續集。其主演包括丹佐·華盛頓、艾許頓·桑德斯、佩德羅·帕斯卡、梅莉莎·李歐和比爾·普曼。其劇情描述時常利用私刑處決惡徒的羅伯特·麥可，其老友蘇珊在調查兇殺案時慘遭滅口，使麥可決定踏上復仇之路。
《私刑教育2》象徵著在華盛頓主演的電影中，為首部推出續集並回歸演出的電影。該片由索尼影視娛樂安排2018年7月20日在美國上映。

## 劇情
勞勃·麥考仍然住在波士頓，他在那裡當来福车司機，並在他的好友和前中央情報局同事蘇珊·普拉默的幫助下，幫助那些比較不幸的人。勞勃前往伊斯坦布爾，為了找回一名書店老闆Grace Braelick的9歲小女孩，這名女孩被她那個對她不好的土耳其爸爸綁架了。他還幫助了Sam Rubinstein，一位尋找在納粹集中營中失去的妹妹畫像的老猶太人。某天晚上，勞勃載到了一名叫Amy的年輕女孩，看起來她好像被下藥且受到了侵犯。他先把Amy送到醫院，之後回到公寓，對那些傷害她的人狠狠地教訓了一頓。
勞勃回到家發現他的公寓庭院被人破壞了。他答應了麥考的鄰居，一位有畫畫才華的少年Miles Whittaker，讓他在牆上畫一幅壁畫。蘇珊和國防情报局的戴夫·約克，勞勃的舊搭檔，被派去調查發生在布魯塞爾的一宗夫妻雙亡案件。在他們住的飯店，蘇珊在自己的房間被襲擊並遇害，看似是被搶劫。但勞勃認為，由於該次的致命刺傷太過專業，蘇珊應該是被人故意下手的，而那起夫妻雙亡的案件也可能遭到偽裝。他隨後將他的結論告知了約克。
在一趟的来福车載客途中，勞勃遭到一名偽裝成客人的殺手攻擊。勞勃擊敗了他，並查看了他的手機，發現通話紀錄裡有約克的電話。他直接上門找約克質問，約克坦言，因為感到被政府利用後就被遺棄，所以他選擇成為了雇傭兵，並且是他下手殺了蘇珊，因為她很可能會識破他策劃的布魯塞爾謀殺。勞勃離開時，發現他以前的隊員和約克現在的伙伴——Kovac、Ari和Resnik——都在外面伺機而動。勞勃當場告訴他們，他會確保他們一個不剩，然後轉身離去。
Resnik和Ari跑到蘇珊家，打算幹掉她老公布萊恩，但勞勃及時出手幫助他脫逃。約克和Kovac破門闖進勞勃的公寓，那時Miles正好在那裡畫壁畫。勞勃透過網路監視器看著公寓的狀況，並指示Miles前往一條秘密逃生通道，接著他撥通了約克的電話，誘使他和Kovac離開。Miles從藏匿處出來，但卻在走出公寓時被約克和Kovac抓到了。約克猜想勞勃可能回到了他海邊的老家，那裡因為有颱風要來，所以居民都已經撤離了。Kovac、Ari和Resnik在風雨中到處尋找勞勃，而約克則在小鎮的觀景塔上待機。
勞勃悄悄的一個接一個解決了他們：用魚叉槍搞定Kovac、用小刀讓Ari上了西天，而Resnik則在勞勃太太以前的麵包店裡被粉塵爆炸給炸死，而且是被Resnik自己丟的震撼彈所引爆。此時只剩下約克，他告訴勞勃他把Miles綁在他車子的後車廂，然後開槍射擊車子來激怒勞勃。但勞勃果斷地射破車子的輪胎，擋住了約克往後車廂的子彈。隨著颱風越來越大，約克被大風給吹翻了，勞勃在瞭望塔上用約克自己的刀將他處決。
回到波士頓，蘇珊給的關於Sam畫作的消息，讓勞勃幫Sam和他多年不見的姐姐再次相見。Miles畫完了公寓的那面大牆，然後重回學校攻讀藝術。勞勃回到他以前的老家，眺望那片寧靜的海。

## 演員
- 丹佐·華盛頓[3]飾 勞勃·麥考：前中情局特務，時常以私刑來伸張正義，擅長利用周遭的各種物品來攻擊。
- 佩德羅·帕斯卡[4]飾 戴夫·約克：麥考的前中情局同事。
- 艾許頓·桑德斯[5]飾 麥爾斯·惠特克：麥考的鄰居。
- 梅莉莎·李歐[6]飾 蘇珊·普拉默：退休的中情局特務，麥考的朋友，布萊恩的妻子。
- 比爾·普曼[6]飾 布萊恩·普拉默：退休的中情局特務，麥考的朋友，蘇珊的丈夫。

## 製作

### 發展
2014年2月24日，在《私刑教育》上映前的七個月，宣布索尼影視娛樂和逃生藝術家正在計劃推出續集，而李察·威克將再次擔任編劇。2014年10月初，導演安東尼·法奎在受訪時表示，只有當觀眾和主演丹佐·華盛頓想要時才會有續集。他說這是一個有趣的角色，續集能有更多的國際風情可以探討。
2015年4月22日，索尼已正式宣布續集的推出，且華盛頓也將回歸主演，而法奎暫未確定能否回歸執導。2016年9月，監製陶德·布萊克透露，電影劇本已經完成，法奎將於2017年9月開始拍攝。
2017年8月21日，宣布佩德羅·帕斯卡將在片中參演。兩天後，梅莉莎·李歐和比爾·普曼被證實都會回歸出演各自在前集的角色，而布萊克、傑森·布盧門撒爾、華盛頓、史提夫·帝許、梅斯·羅芬德、亞歷克斯·西金和東尼·艾爾德里奇都會再度擔任監製。2017年8月24日，宣布艾許頓·桑德斯加入演出，他將飾演將華盛頓角色麥考視為父親般看待的年輕人。

### 拍攝
主要攝影於2017年9月14日在麻薩諸塞州波士頓開拍，並在那的南端地區取景。拍攝也在麻薩諸塞州林恩的林恩海岸大道及馬許菲爾德進行。

## 發行
《私刑教育2》在美國由索尼影視娛樂發行，並定於2018年7月20日上映。索尼原本預定該片於2017年9月29日在美國上映，後來又曾相繼改為2018年9月14日及2018年8月3日，最後才確定為2018年7月20日。

### 票房
在美國和加拿大，《私刑教育2》與《媽媽咪呀！回來了》、《弒訊2：暗網》同期上映並競爭，分析師預估《私刑教育2》於首週能從3388間戲院中獲得2700萬至3200萬美元的票房。該片於週四晚間獲得了310萬美元，是前集（145萬美元）的兩倍，並在首日達到了1350萬美元。美國首週開出3580萬美元的票房，位居當週第一，其成績也更勝前集（3410萬美元）的首週票房，成為了華盛頓在美國國內第三高的電影。

在台灣方面，於全國電影票房2018年10/08-10/14 統計資訊顯示，私刑教育2的累計銷售票數為300,355張；累計銷售金額為新台幣69,638,950元。
| 上一届： 《尖叫旅社3：怪獸假期》 | 2018年美國週末票房冠軍 第29週 | 下一届： 《不可能的任務：全面瓦解》 |
| 上一届： 《與神同行：最終審判》  | 2018年台北週末票房冠軍 第35週 | 下一届： 《鬼修女》                 |

## 外部連結
- 互联网电影数据库（IMDb）上《私刑教育2》的资料（英文）
- Box Office Mojo上《私刑教育2》的資料（英文）
- 爛番茄上《私刑教育2》的資料（英文）
- AllMovie上《私刑教育2》的资料（英文）
- Metacritic上《私刑教育2》的資料（英文）
- 開眼電影網上《私刑教育2》的資料（繁體中文）
- 豆瓣电影上《私刑教育2》的資料 （简体中文）
- 时光网上《私刑教育2》的資料（简体中文）